# Dactylosporina
Dactylosporina — рід грибів родини Physalacriaceae. Назва вперше опублікована 1985 року.

## Класифікація
До роду Dactylosporina відносять 10 видів:
- Dactylosporina brunneomarginata
- Dactylosporina cephalocystidiata
- Dactylosporina cephalocystidiata
- Dactylosporina glutinosa
- Dactylosporina glutinosa
- Dactylosporina kuehneri
- Dactylosporina kuehneri
- Dactylosporina kuehnerii
- Dactylosporina macracantha
- Dactylosporina steffenii